# Khelataar
Khelataar är ett svenskt fantasy-rollspel som gavs ut av Lancelot Games 1989. Regelsystemet är skrivet av Stefan Burström, Micke Nordin och Hans Sundqvist. Khelataar-miljön är författad av Björn Wahlberg, Håkan Jonsson och Stefan Burström.
Rollspelet släpptes i en box som innehöll en 100-sidig världsbok, en 64-sidig regelbok, fyra rollformulär (varje upptog fyra sidor), en fyrfärgskarta i A3-format, två tiosidiga och tre sexsidiga tärningar. De första tusen exemplaren av spelet hade blivit feltryckta av det franska tryckeriet – världsbokens och regelbokens omslag förväxlades.
Khelataar är ett fantasyrollspel som utspelar sig i det isolerade öriket Khelataar, där klaner strider mot varandra i ett samhälle på järnåldersnivå. Dess tonvikt ligger på jordnära mänsklig interaktion; vanliga fantasyklichéer är nedtonade eller saknas. Reglerna är avancerade och kräver en del bokföring.

## Officiella supplement till Khelataar
- Encyklopedia Digoni (1990) – expansionssupplement
- Eilapam (1989) – stadsmodul
- Ægoor (1989) – äventyr
- Zimarakh (1989) – äventyr
- Tarakh (1990) – äventyr
- Wohlgoor (1990) – äventyr